# Lars Mikkelsen
Lars Dittmann Mikkelsen (* 6. května 1964 Kodaň) je dánský herec. Nejvíce se proslavil rolemi politika Troelse Hartmanna v seriálu Zločin, Charlese Augusta Magnussena ve třetí sérii britského seriálu Sherlock, ruského prezidenta v americkém seriálu Dům z karet, bývalého komunisty v třetí řadě seriálu Vláda či Thøgera Jensena v seriálu 1864. Často se věnuje i hlasovému herectví, takže namlouval například velkoadmirála Thrawna v animovaném seriálu Star Wars Povstalci. Je starším bratrem známého dánského herce Madse Mikkelsena.